# Boston Society of Film Critics Awards 2017
38. ročník předávání cen asociace Boston Society of Film Critics Awards se konal 10. prosince 2017.

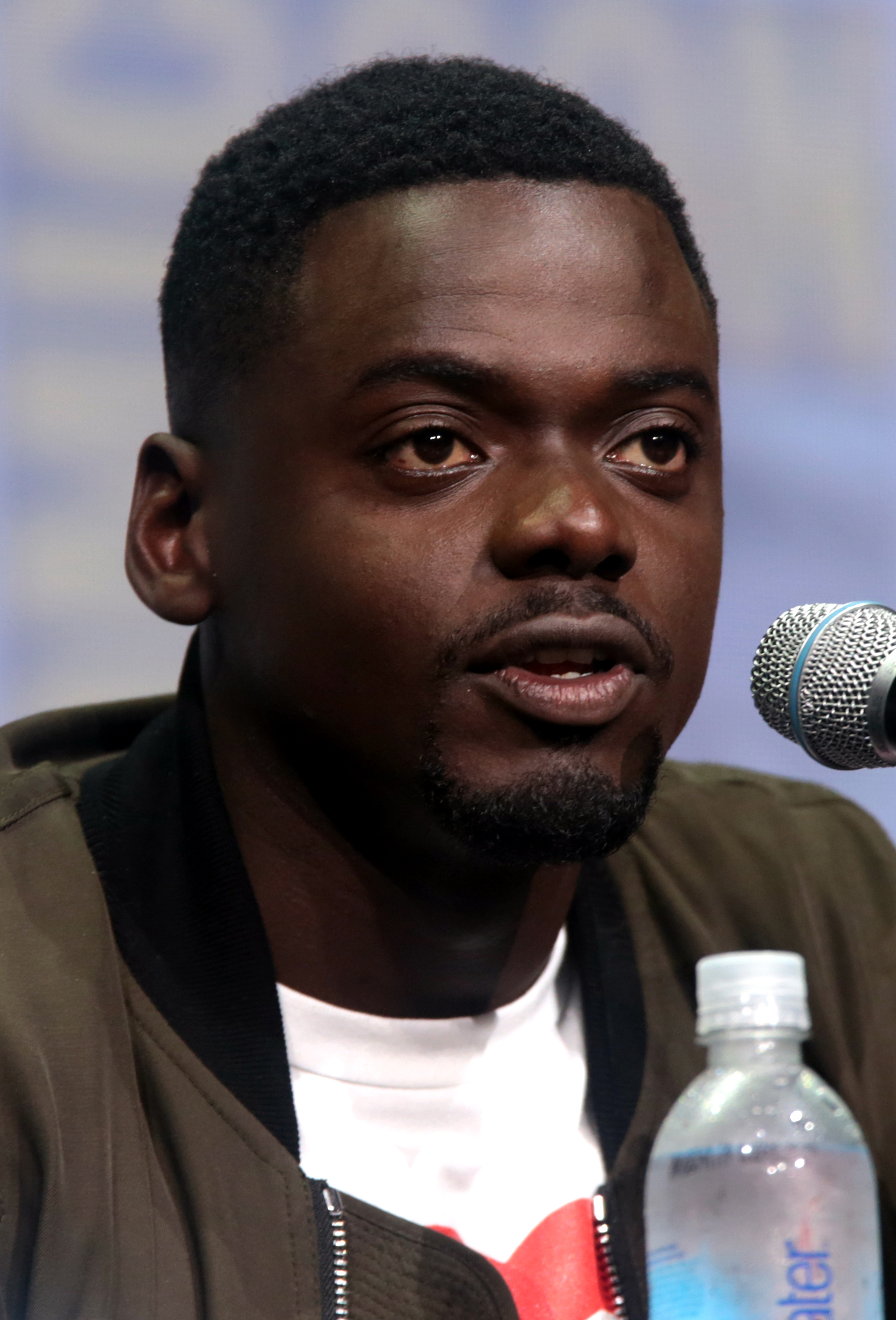
Daniel Kaluuya vítěz v kategorii nejlepší mužský herecký výkon v hlavní roli

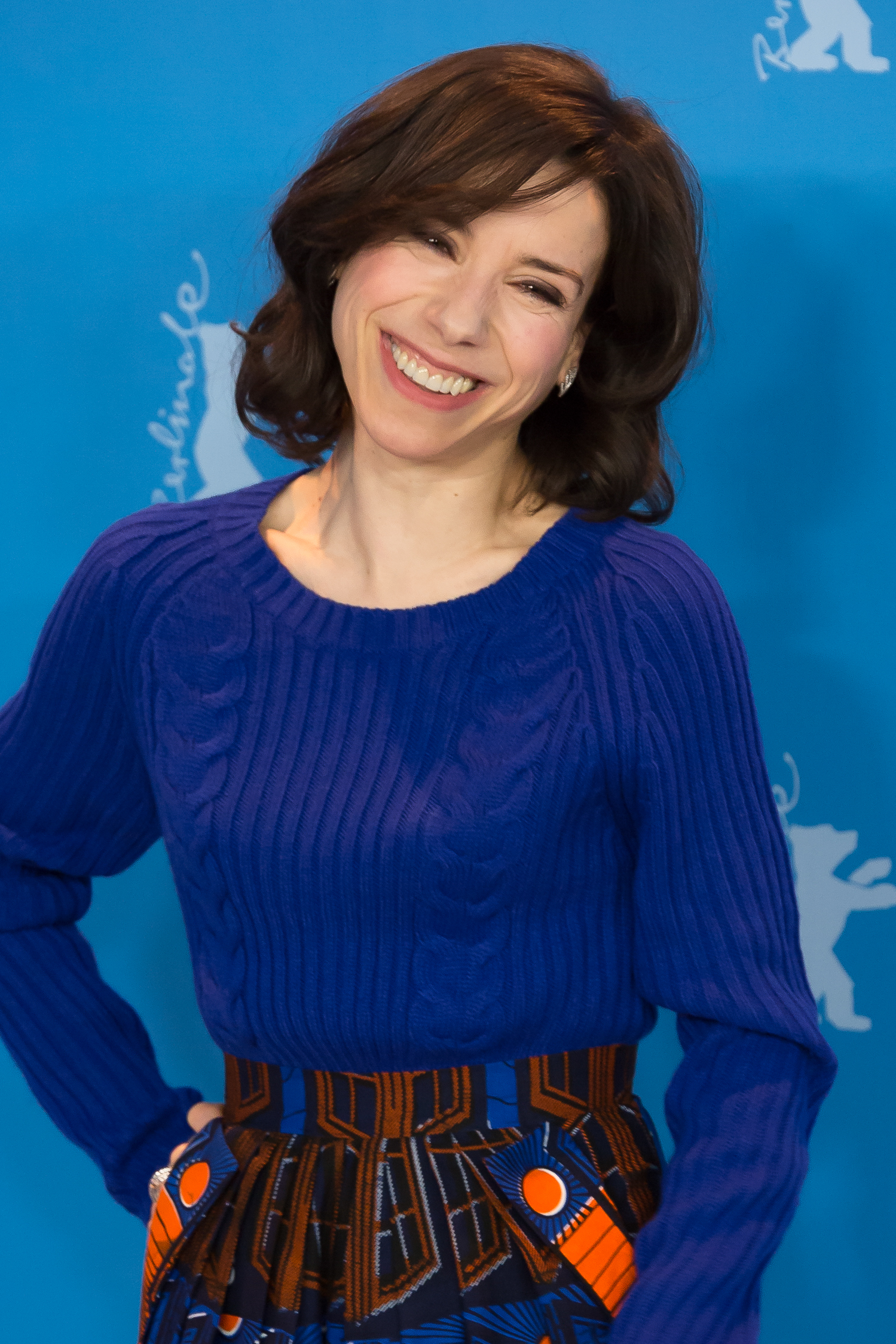
Sally Hawkins vítězka v kategorii nejlepší ženský herecký výkon v hlavní roli

## Vítězové a nominovaní

### Nejlepší film
1. Nit z přízraků
2. Tvář vody

### Nejlepší režisér
1. Paul Thomas Anderson – Nit z přízraků
2. Guillermo del Toro – Tvář vody

### Nejlepší scénář
1. Lady Bird – Greta Gerwig
2. Uteč – Jordan Peele

### Nejlepší herec v hlavní roli
1. Daniel Kaluuya – Uteč
2. Timothée Chalamet – Dej mi své jméno

### Nejlepší herečka v hlavní roli
1. Sally Hawkins – Tvář vody
2. Vicky Krieps – Nit z přízraků

### Nejlepší herec ve vedlejší roli
1. Willem Dafoe – The Florida Project
2. Sam Rockwell – Tři billboardy kousek za Ebbingem

### Nejlepší herečka ve vedlejší roli
1. Laurie Metcalf – Lady Bird
2. Allison Janney – Já, Tonya

### Nejlepší dokument
1. Dawson City: Frozen Time
2. Visages, villages

### Nejlepší cizojazyčný film
1. Čtverec
2. 120 BPM

### Nejlepší animovaný film
1. Coco
2. S láskou Vincent

### Nejlepší kamera
1. Hoyte van Hoytema – Dunkerk
2. Roger Deakins – Blade Runner 2049

### Nejlepší střih
1. David Lowery – Přízrak
2. Tatiana Riegel – Já, Tonya

### Nejlepší obsazení
1. The Meyerowitz Stories (New and Selected)

1. 120 BPM

### Nejlepší skladatel
1. Jonny Greenwood – Nit z přízraků
2. Alex Somers – Dawson City. Frozen Time a Alexandre Desplat – Tvář vody (remíza)

### Nejlepší nový filmař
1. Jordan Peele – Uteč